# トイレットペーパー騒動

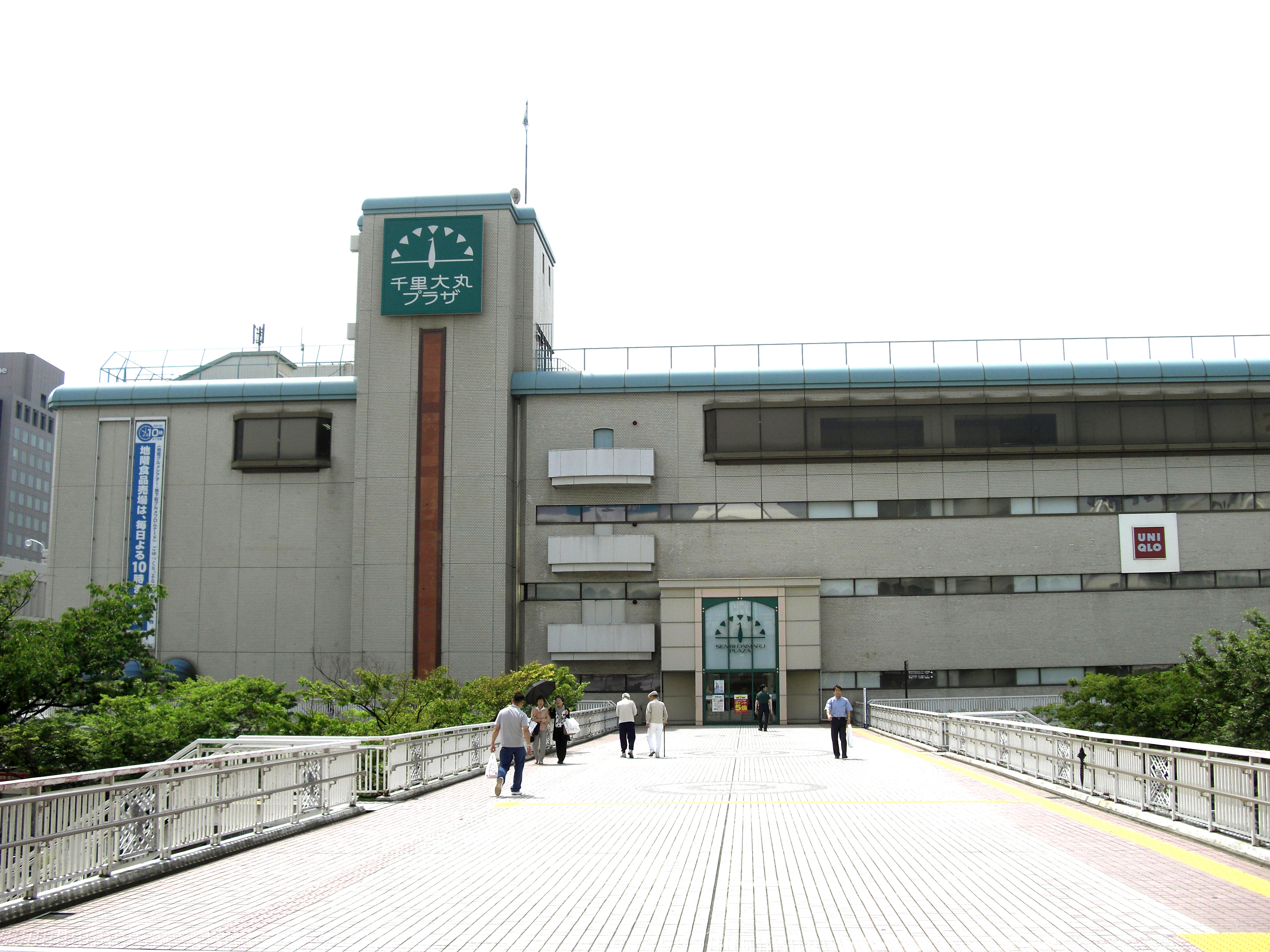
騒動の勃発地となった千里大丸プラザ
（後のピーコックストア千里中央店）

トイレットペーパー騒動（トイレットペーパーそうどう）とは、1973年（昭和48年）10月31日に発生したトイレットペーパー買い占めパニックと報道をきっかけに、日本全国に広がった日用品買い占めパニックである。「オイルショックの影響でトイレットペーパーが不足する」という噂が大阪府の千里ニュータウンで広まり、あるスーパーで行われたセール対象のトイレットペーパーに購入希望者が殺到したことが発端となった。その状況を毎日新聞が「定価の2倍になった」と誤報したことで不安が全国に広がり、トイレットペーパー以外の日用品へまで買い占めが相次ぎ社会問題化した。

## 経緯

### 産油国の原油価格引き上げによるオイルショック
1973年（昭和48年）10月16日に、第四次中東戦争を背景に、中東の原油産油国が、原油価格70%引き上げを決定したため、当時の田中角栄内閣の中曽根康弘通商産業大臣は対策して「紙節約の呼びかけ」を10月19日に発表した。

### 最初の買い占めパニック・報道の影響
1973年、第一次オイルショックの影響で、日本全国でトイレットペーパーの買いだめ騒動が起きた発端は大阪の千里ニュータウンにあるスーパー「大丸ピーコック 千里中央店」で事前広告されていた「1パック4ロール入りで138円」のトイレットペーパーを獲得するために、1973年10月31日に開店前から200人以上の主婦らが列を作り、トイレットペーパーが瞬く間に売り切れた事態である。
この事態が起こる同年10月下旬時点で千里ニュータウン（大阪府）には、「紙(トイレットペーパー)がなくなる」という噂が流れ始めていた。ちなみに最初の買い占めパニックが起きた千里大丸プラザ(後のピーコックストア千里中央店・オトカリテ内)は、2023年4月30日をもって閉館している。予想を上回る客が殺到し、用意していた分があっという間に売り切れたことについて、当時店員だったは 清水暉人さん 「いつも水曜日にチラシを入れていて、たまたまこの日はトイレットペーパーが特売品だった。特売は1か月ほど前から計画していて、まさかあんな事態になるとは想像していなかった」 と明かしている。しかし、1973年11月1日付の毎日新聞大阪版夕刊には、「紙の狂騒曲」と題した記事が掲載された。内容として、「折り込み広告で「一個（4巻）138円」と表示されていたトイレットペーパーが、実際には品切れを理由に「一個200円」で販売されていた」と報じられた。記事では「開店30分で売り切れ、主婦たちがこぼしながらも買いあさった」と記され、買い占め騒動がセンセーショナルに取り上げられた。  当時の店員である清水暉人は、この毎日新聞の報道に対し「特売品が無くなったため通常価格の商品を出しただけであり、値上げしたわけではない」と述べ、新聞の書き方に当時も憤りを感じたと明かしている。また、同店の特売チラシが騒動のきっかけになったとの見方を否定している。 「嘘だとわかっていても買ってしまう」という消費者心理とともに、メディアや噂を通じた「トイレットペーパーがなくなる」という話は瞬く間に広まり、各店に行列ができた。
この騒動の背景には、千里ニュータウンは、1970年の大阪万博を契機に整備された新興住宅地であり、上下水道完備の水洗トイレが普及していたため、トイレットペーパーの需要が高かった。当時の日本で使われていた従来のくみ取り式トイレでは「ちり紙」が用いられていたが、水洗トイレでは水に溶けるトイレットペーパー以外は使用できなかったためである。千里ニュータウンの住民同士の密な交流や情報伝達の早さも、噂の拡散に拍車をかけたとされている。オイルショックを受けて紙の節約や古紙回収も推進されていたものの、真偽不明の「トイレットペーパーが作れなくなる」という噂が急速に広まり、買いだめ騒動へと発展した。実際には生産量に不足はなく、翌年の国民生活白書にも「生産実績は減少していない」と記されている。

### 買占め対象の拡大・取締法制定
トイレットペーパーの騒動は新聞やテレビで大きく報道され、「オイルショックによる物資不足」の象徴として全国に知られるようになり、各地で同様の買い占めパニックが発生した。また買占めの影響は、トイレットペーパーにとどまらず、洗剤や砂糖、塩などの他の日用品にも波及した。
日本国政府は国民に買い溜め自粛を呼びかけたが、言葉による効果は限定的であった。そこで政府は1973年6月29日に「生活必需品の買占め、便乗値上げ、高値転売」を取り締まる生活関連物資等の買占め及び売惜しみに対する緊急措置に関する法律を制定した。そして、同年11月12日、トイレットペーパーなどの紙類4品目を生活関連物資等の買占め及び売惜しみに対する緊急措置に関する法律に基づく特定物資に指定した。さらに翌1974年（昭和49年）1月28日には、国民生活安定緊急措置法により標準価格を定めた。同法律はコロナ禍で2020年3月に改正され、マスクや消毒用アルコールも転売等の取締対象とすることで再活用されている。
同年3月には騒動も沈静化し、在庫量も通常水準に回復した。こうした一連の混乱は日本の歴史においても重要な事例とされ、文部科学省検定済教科書や報道写真では、「オイルショックを象徴する一場面」として買占めに奔走する人々の様子が取り上げられている。

## その他買い占め騒動・パニック買い
不安や報道で買い占めパニックとなるのは、日本以外でも起きている現象である。NHKは、パニック買い占めが繰り返されることについて、噂話といた近所の会話だかでなく、マスメディア、SNSなど伝達手段は変わっても、デマの本質は変わらないのかもしれないと報じている。

### 東日本大震災や令和元年東日本台風

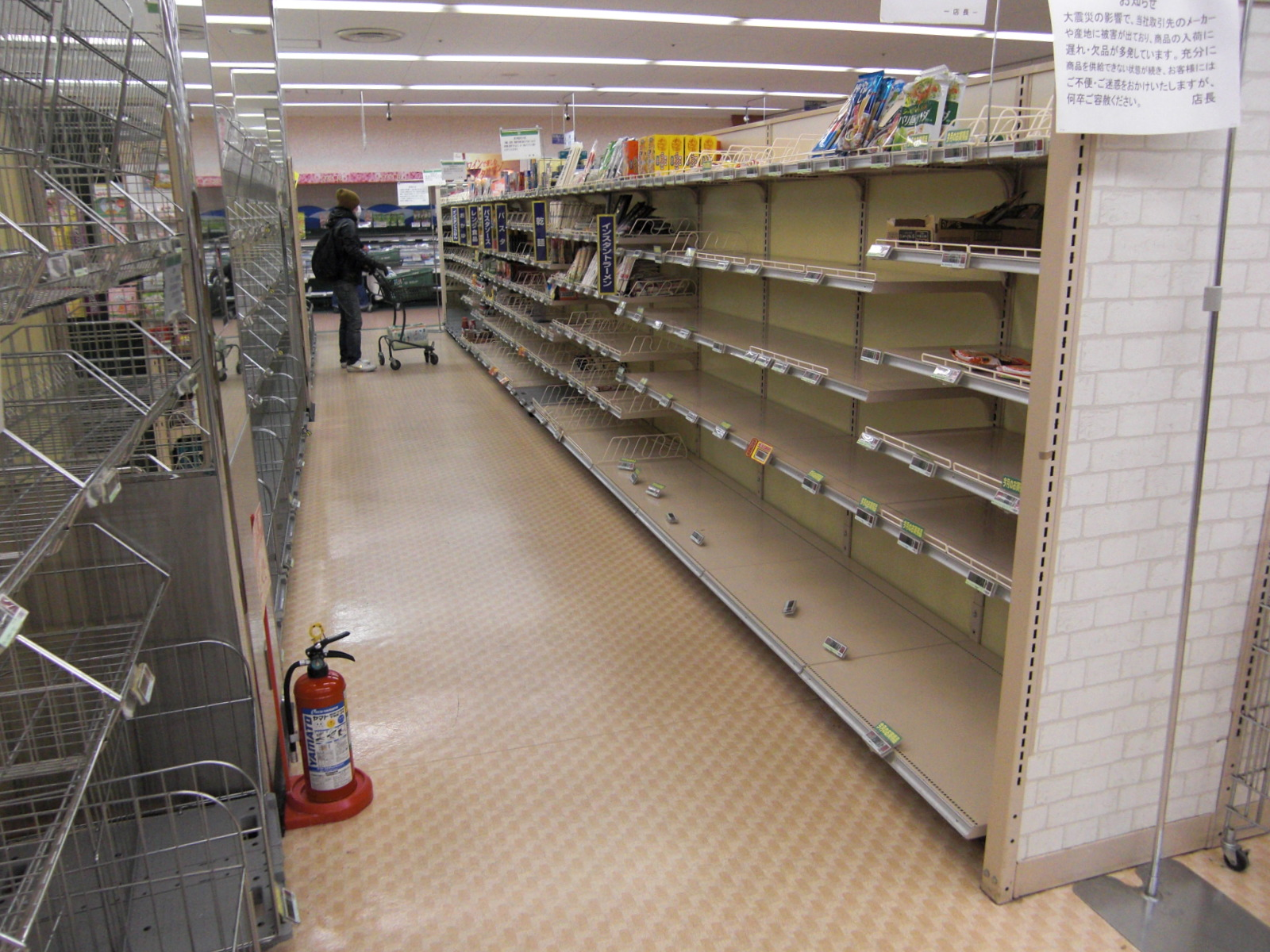
東京都内のスーパーマーケット。（2011年3月16日撮影）

2011年（平成23年）3月11日に発生した東北地方太平洋沖地震（東日本大震災）では、首都圏を中心にトイレットペーパーをはじめとする生活物資の買い貯めを行う動きが起きた。
2019年の台風19号上陸（令和元年東日本台風）の際にも、上陸前の被害予測を懸念した人々による物資の買いだめが起きている。

### 新型コロナウイルス流行(コロナ禍)とSNS&報道

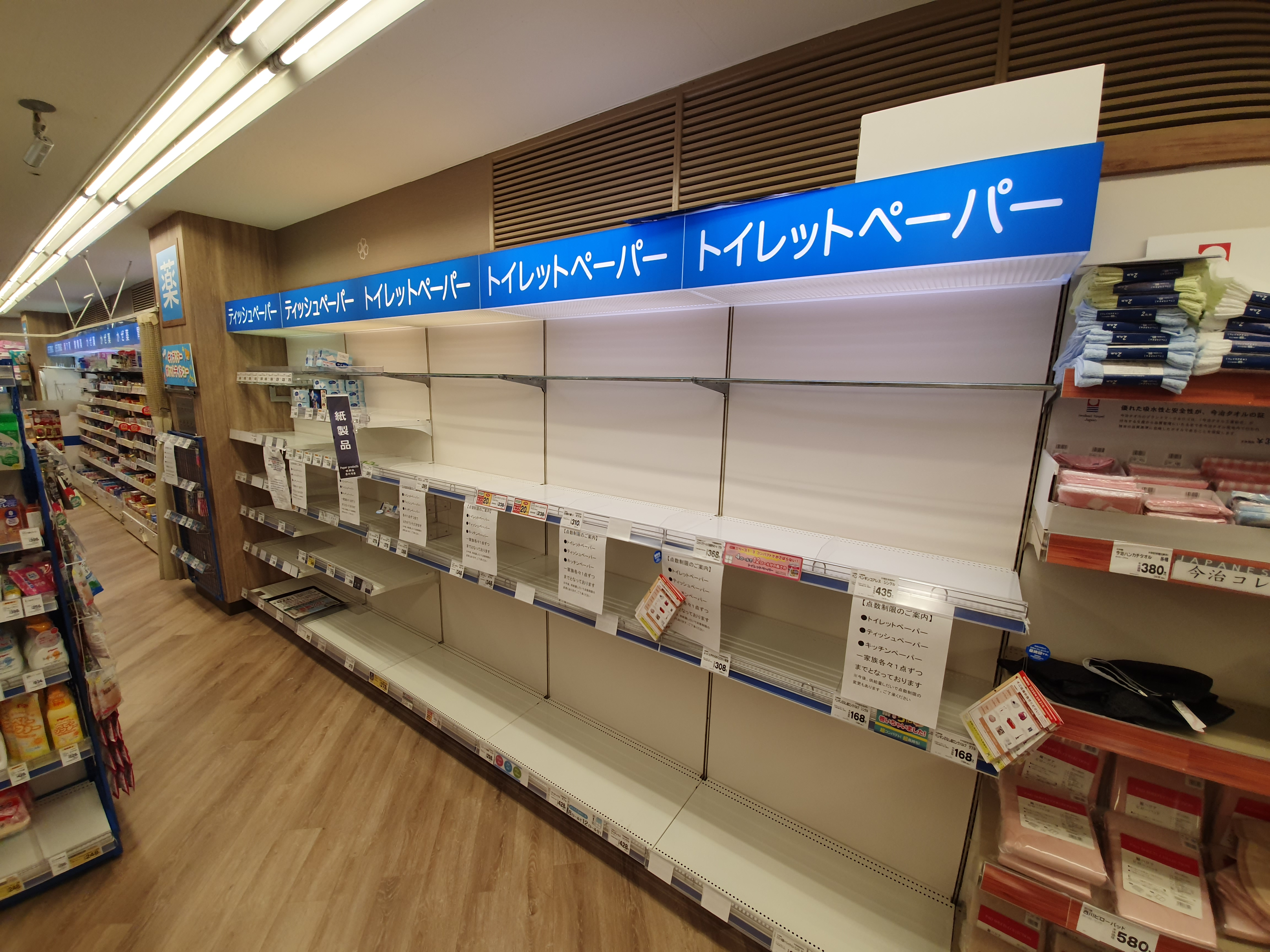
店頭の紙製品が品切れとなった、東京都内の店舗。(2020年2月29日撮影)

新型コロナウイルス感染症（COVID-19）の世界的流行が発生した2020年（令和2年）2月に「トイレットペーパーは中国で製造・輸入しているため、新型コロナウイルスの影響でこれから不足する」といったデマが九州地方から発生し、SNSによって広がった。マスコミでも全国各地の小売店でトイレットペーパーやティッシュペーパーやキッチンペーパーや生理用ナプキンが品切れになる店舗が続出していると報道された。コレらの買い占めパニックに対して、日本製紙連合会などトイレットペーパー業界(2020年3月1日)、日本家庭紙工業会は2月28日に「トイレットペーパー、ティシューペーパーについてはほとんどが国内工場で生産されており、新型コロナウイルスによる影響を受けず、現在も通常通りの生産・供給を行っております」と呼び掛けた。。
日本国政府も2020年2月29日に安倍首相が記者会見で「ほぼ全量が国内生産」と言及する事態へと発展していた。

コロナ禍では、世界で類似する誤情報がインターネット上に、台湾や香港、シンガポールでは日本よりも先行して買い占め騒動が発生した。その後、感染が拡大して、新型コロナウイルスによる死亡者が確認されたことを受けて、オーストラリアやアメリカでもトイレットペーパーや消毒用アルコールなどが小売店から売り切れる現象が発生した。自主隔離や物資不足への懸念から、イギリス、インドネシアなどでも買い占め現象が発生しており、世界各国に広がった。
問題が爆発的に広まった一因として、テレビやネットニュースはじめとしたマスメディアを挙げる声もある。買い占めが発生した期間、マスメディアはデマや買い占めに対する注意喚起を目的として、一時的な品切れ状態や空になった棚の様子などを多く報道した。それにより、人々がトイレットペーパー不足を「世間の人々の現在の非常に大きな関心事だ」と認識し（議題設定機能仮説）、「自分も動かないと入手できなくなる」と考えるようになって（バンドワゴン効果）、買い占めやデマがかえって助長されたのではないかというものである。「自分はマスメディアに影響されない」という意識（第三者効果）の影響を指摘する声もある。
なお、インターネット上ではマスメディアが直接デマを流布したとする声もあるが、これは誤りである。前述の海外における買い占め騒動のニュース報道を元にSNS上においてデマが生まれ拡散していったことがTwitterやYahoo!のリアルタイム検索などによって確認されており、実際にデマ情報をSNS上に投稿したうちの1人が鳥取県の生活協同組合（生協）職員であったとして、該当生協が謝罪文をホームページ上に出す事態になった。
日本製紙連合会によると、トイレットペーパーやティッシュペーパーなど衛生用紙の2020年3月国内出荷量が、前年同月比27.8％増の20万522トンになり、統計開始した1989年以来単月で過去最高となった。これまでの最高は2005年12月の17万8,535トンだった。
なお、この騒動の際には1973年の騒動時に買いだめされたトイレットペーパーが50年近い時を経て「発掘」されるケースも見られた。

### 南海トラフ地震不安・各種報道と拡散・転売によるコメ買い占め
2024年8月8日に南海トラフ地震の可能性に関する臨時情報が発表されると、コメのパニック買い占めを行う者が出てきて急激に購入量が増加した。コメに対する連日マスコミ報道、報道のSNSでの拡散、フリマアプリを用いた「転売ヤー」など転売目的勢も加わったことで、米価は一気に高騰した。令和5年産米の作況指数は101と平年並みであり、不作によって混乱が生じた1993年米騒動（平成5年産米：作況指数74）とは状況が大きく異なり、インバウンド需要によるコメの消費増もごくわずかで、令和のパニックとは無関係である。さらに、平成時よりも長期保管可能なパックご飯やレトルト雑炊などの加工米製品、そうめんやうどんといった乾麺、スパゲティなど普及しており、代替が可能な状況である。『週刊女性』は、パニック買い占めさえ収まれば一時的な需給逼迫で状況緩和されるため、日本のマスコミも買い占めが起きないよう冷静な報道を行うべきでると指摘し、「パニック買いを控え、落ち着いた消費行動が重要だ」と呼びかけている。2025年に「令和の米騒動」一攫千金を狙って買い込んだ転売ヤーたちが「SNSやフリマアプリでもほとんど売れない」と嘆く様子や品質管理不可能だと指摘する専門家の指摘が報道され、実際には5月末にはコメの管理方法の分からない転売ヤーによる不法投棄と見られる虫の湧いた玄米が発見された。2025年5月29日以降に、メルカリ、LINEヤフー、楽天というフリマアプリ運営3社は政府備蓄米の出品は禁止し、政府備蓄米以外の米は出品OKなままにするとの立場を発表した。